# Nova Veneza (kommun i Brasilien, Goiás)
Nova Veneza är en kommun i Brasilien.   Den ligger i delstaten Goiás, i den centrala delen av landet, 160 km väster om huvudstaden Brasília. Antalet invånare är 8 129.
Omgivningarna runt Nova Veneza är huvudsakligen savann. Runt Nova Veneza är det ganska tätbefolkat, med 75 invånare per kvadratkilometer.